# Neenah
Neenah is een plaats (city) in de Amerikaanse staat Wisconsin, en valt bestuurlijk gezien onder Winnebago County.

## Demografie
Bij de volkstelling in 2000 werd het aantal inwoners vastgesteld op 24.507. In 2006 is het aantal inwoners door het United States Census Bureau geschat op 24.831, een stijging van 324 (1,3%).

## Geografie
Volgens het United States Census Bureau beslaat de plaats een oppervlakte van 22,2 km², waarvan 21,4 km² land en 0,8 km² water. Neenah ligt op ongeveer 229 m boven zeeniveau.

## Plaatsen in de nabije omgeving
De onderstaande figuur toont nabijgelegen plaatsen in een straal van 16 km rond Neenah.